# Dziećmorowice

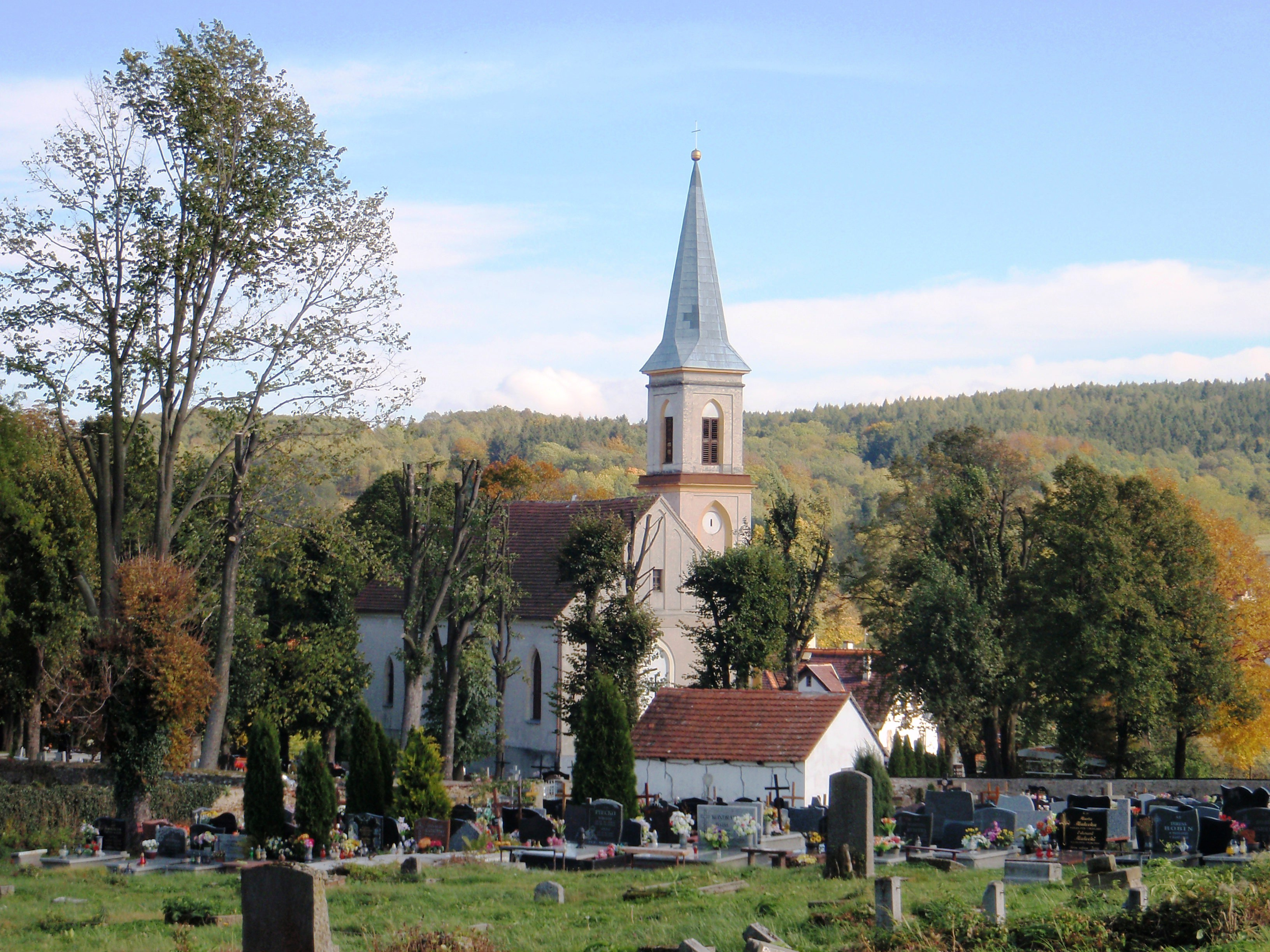
Pfarrkirche St. Johannes und Friedhof in Dziećmorowice

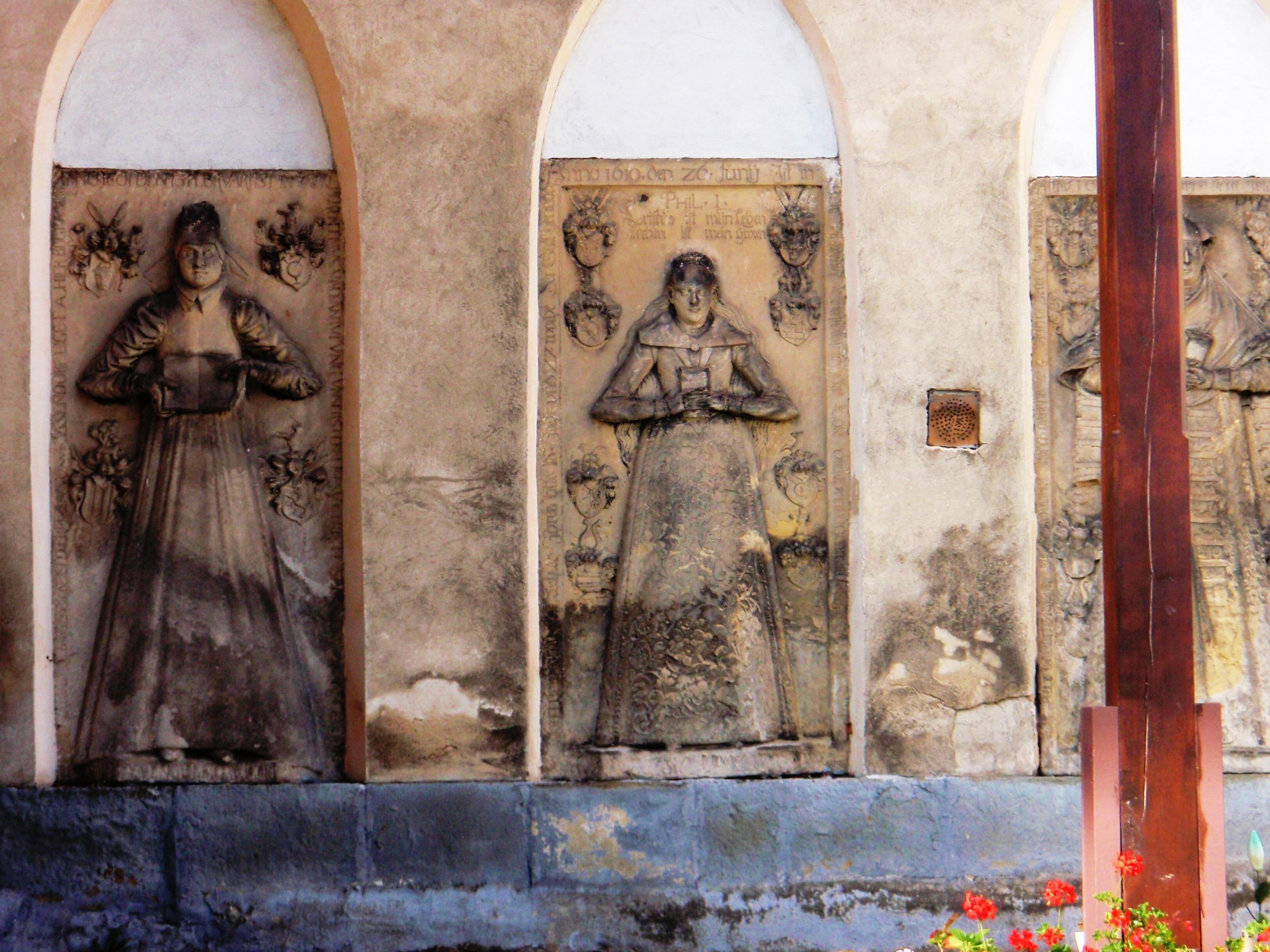
Grabepitaphe an der Kirchenaußenwand

Dziećmorowice (deutsch: Dittmannsdorf) ist ein Ort in der Landgemeinde Walim im Powiat Wałbrzyski der Woiwodschaft Niederschlesien in Polen. Es liegt elf Kilometer nordwestlich von Walim (Wüstewaltersdorf).

## Geographie
Dziećmorowice liegt im Osten des Waldenburger Berglands. 
Nachbarorte sind Stary Julianów (Alt Juliansdorf) im Norden, Modliszów (Hochgiersdorf) und Niesułów (Goldene Wiesen) im Nordosten, Lubachów (Breitenhain) im Osten, Myslecin (Schenkendorf) und Zagórze Śląskie (Kynau) im Südosten, Podlesie (Wäldchen) und Jedlina-Zdrój (Bad Charlottenbrunn) im Süden und Rusinowa (Reußendorf) im Südwesten. Nordöstlich liegt der Goldene Wald (Złoty Las) und südöstlich erhebt sich die 831 m hohe Münsterhöhe (Klasztorzysko).

## Geschichte
Dittmannsdorf wurde erstmals 1311 mit der Nennung eines „Heinrich von Dythmarstorph“ schriftlich erwähnt. Für das Jahr 1368 ist ein Schultheiß und für das Jahr 1376 eine Pfarrkirche belegt. Es gehörte zum Burgbezirk der Kynsburg im Herzogtum Schweidnitz und gelangte mit diesem zusammen 1368 nach dem Tod des Herzogs Bolko II. an Böhmen, wobei Bolkos Witwe Agnes von Habsburg bis zu ihrem Tod 1392 die Nutznießung zustand. Während der Hussitenkriege wurde Dittmannsdorf vermutlich zerstört und anschließend wieder aufgebaut. Ab der zweiten Hälfte des 15. Jahrhunderts war es im Besitz der Familie von Czettritz. Für das Jahr 1547 ist ein Erzbergbau belegt und für das Jahr 1576 ein Bauer. Während des Dreißigjährigen Kriegs fiel Dittmannsdorf weitgehend wüst. Die während der Reformation als evangelisches Gotteshaus genutzte Kirche wurde 1654 den Katholiken zurückgegeben und diente wiederum als Pfarrkirche für die umliegenden Ortschaften. Um 1712 wurde Kupferbergbau betrieben.
Nach dem Ersten Schlesischen Krieg 1742 fiel Dittmannsdorf zusammen mit fast ganz Schlesien an Preußen. Im selben Jahr wurde ein evangelisches Bethaus errichtet. Die Glocke stiftete die Ehefrau des Reußendorfer Gutsherrn Crauß, der die Kolonie „Neu-Craußendorf“ (Kozice) begründet hatte. Im Siebenjährigen Krieg wurde bei Dittmannsdorf ein Gefecht zwischen Österreichern und Preußen ausgetragen. Nach der Neugliederung Preußens gehörte Dittmannsdorf seit 1815 zur Provinz Schlesien und war ab 1816 dem Landkreis Waldenburg eingegliedert, mit dem es bis 1945 verbunden blieb. 1818 lebten 1103 Bewohner in Dittmannsdorf, das 1820 eine neue katholische Kirche erhielt. Bedeutung erlangte im 19. Jahrhundert die Weberei. 1840 waren 385 Hauswebstühle in Betrieb. Nach der Mitte des 19. Jahrhunderts erfolgten erneute Versuche mit dem Erzbergbau, der sich vermutlich wegen mangelnder Rentabilität nicht entwickeln konnte. Seit 1874 war die Landgemeinde Dittmannsdorf Sitz des gleichnamigen Amtsbezirks. 1939 wurden 1384 Einwohner gezählt.
Als Folge des Zweiten Weltkriegs fiel Dittmannsdorf 1945 mit dem größten Teil Schlesiens an Polen. Nachfolgend wurde es in Dziećmorowice umbenannt. Die deutsche Bevölkerung wurde, soweit sie nicht schon vorher geflohen war, weitgehend vertrieben. Die neu angesiedelten Bewohner waren teilweise Zwangsumgesiedelte aus Ostpolen, das an die Sowjetunion gefallen war.
In den Jahren 1975 bis 1998 gehörte Dziećmorowice zur Woiwodschaft Wałbrzych (Waldenburg).

## Sehenswürdigkeiten
- Die katholische Pfarrkirche St. Johannes wurde 1829 errichtet.
- Kynsburg
- Schlesiertalsperre

## Persönlichkeiten
- Johann Wilhelm Krause (1757–1828), Professor für Agronomie, Technik und zivile Architektur
- Ferdinand Neigebaur (1783–1866), Schriftsteller und Jurist
- Rudolf Radecke (1829–1893), deutscher Komponist, Chorleiter und Musikpädagoge
- Robert Radecke (1830–1911), deutscher Komponist, Dirigent und Musiker
- Günter Kämmler (* 1926), DDR-Diplomat, Legationsrat, Gesandter, 1969 bis 1973 Botschafter in der Republik Österreich